# Craterul Newporte
Newporte este un crater de impact meteoritic în Dakota de Nord, Statele Unite ale Americii.

## Date generale
Are 3,2 km în diametru și are vârsta estimată la mai puțin de 500 milioane ani (Cambrian sau mai tânăr). Craterul nu este expus la suprafață.